# Leif Andersson (genetiker)
Leif Bertil Andersson, född 17 september 1954, uppväxt i Bagarmossen och Huddinge, är en svensk genetiker. Han disputerade 1983 vid Sveriges lantbruksuniversitet i Uppsala där han senare blivit professor i husdjursgenetik vid och gästprofessor i funktionsgenomik vid Uppsala universitet. Han invaldes 2002 som ledamot av Vetenskapsakademien. 2012 blev Andersson invald som utländsk ledamot i the United States National Academy of Sciences. Samma år fick han Hilda och Alfred Erikssons pris. 2014 tilldelades han tillsammans med Jorge Dubcovsky Wolfpriset i jordbruksvetenskap.

### Tryckt litteratur
- Kungl. Vetenskapsakademiens årsberättelse 2002 (Documenta no. 76). Stockholm: Kungl. Vetenskapsakademien. 2003. sid. 44. ISSN 0347-5719 Libris 3682164

### Fotnoter
1. ↑  Leif Andersson, Ratsit. Läst den 28 april 2019.
2. ↑  [file:///C:/Users/Anders/AppData/Local/Temp/SLU-30-1.pdf CV]. Läst den 28 april 2019.
3. ↑  Forskarprofilen: Leif Andersson Arkiverad 28 april 2019 hämtat från the Wayback Machine., Uppsala universitet. Läst den 28 april 2019.
4. ↑  Andersson, Leif (1983) (på engelska). Studies on genetic linkage in domestic animals with special reference to the horse. Uppsala. Libris 7433455. ISBN 91-576-1785-6
5. ↑  ”U. S. National Academy of Sciences”. http://www.nasonline.org/member-directory/members/20027306.html. Läst 19 november 2017.
6. ↑  22 framgångsrika forskare och lärare belönas med 25,4 miljoner kronor på Kungl. Vetenskapsakademiens 191:e Högtidsdag den 31 mars Arkiverad 28 april 2019 hämtat från the Wayback Machine., Kungliga Vetenskapsakademien. Publicerat den 27 mars 2012. Läst den 28 april 2019.
7. ↑  ”Wolf Prize awarded to Israeli-Canadian Nahum Sonenberg”. Canadian Broadcasting Corporation. 2014-01-17. http://www.cbc.ca/news/technology/wolf-prize-awarded-to-israeli-canadian-nahum-sonenberg-1.2500364.